# Eupterote rufodisca
Eupterote rufodisca är en fjärilsart som beskrevs av George Francis Hampson 1891. Eupterote rufodisca ingår i släktet Eupterote och familjen Eupterotidae. Inga underarter finns listade i Catalogue of Life.